# Tauzieh-Weltmeisterschaft (Halle)
Weltmeisterschaften im Tauziehen in der Halle (Indoor) werden seit 1991 ausgetragen und seit 2000 immer in den Jahren mit gerader Zahl veranstaltet. Es gibt vier Wettbewerbe für Männer und zwei für Frauen.

## Austragungsorte
| Jahr | Land                | Ort             |
| ---- | ------------------- | --------------- |
| 1991 | Spanien             | Getxo           |
| 1993 | Wales               | Cardiff         |
| 1995 | Spanien             | Vitoria-Gasteiz |
| 1997 | England             | Torbay          |
| 1999 | Irland              | Carlow          |
| 2000 | Niederlande         | Slagharen       |
| 2002 | Irland              | Cork            |
| 2004 | Schottland          | Glasgow         |
| 2006 | Irland              | Killarney       |
| 2008 | Italien             | Faenza          |
| 2010 | Italien             | Cesenatico      |
| 2012 | ?                   | ?               |
| 2014 | Irland              | Castlebar       |
| 2016 | Niederlande         | Volendam        |
| 2018 | Volksrepublik China | Xuzhou          |
| 2020 | Irland              | Letterkenny     |
| 2023 | Nordirland          | Parkgate        |
| 2024 | Schweden            | Helsingborg     |

## Senioren-Weltmeisterschaften
(H = Herren; D = Damen; die Zahl steht für das Gesamtgewicht der Athleten; Mix = Gemischt)
| Jahr | H 560      | H 600       | H 640       | H 680       | D 480/500           | D 520/540           | Mix 600             |
| ---- | ---------- | ----------- | ----------- | ----------- | ------------------- | ------------------- | ------------------- |
| 1991 | England    | Spanien     | England     | England     | Spanien             | Niederlande         |                     |
| 1993 | England    | Irland      | England     | England     | Niederlande         | Niederlande         |                     |
| 1995 | Spanien    | Spanien     | Spanien     | Irland      | Spanien             | Niederlande         |                     |
| 1997 | England    |             | England     | England     | Spanien             | England             |                     |
| 1999 | England    | Spanien     | Schottland  | England     | Japan               | Niederlande         |                     |
| 2000 | England    | England     | Schottland  | England     | Spanien             | Niederlande         |                     |
| 2002 | England    | Nordirland  | England     | England     | Japan               | Niederlande         |                     |
| 2004 | England    | Japan       | Schottland  | Schottland  | Japan               | Niederlande         |                     |
| 2006 | England    | Schottland  | Schottland  | Schottland  | Japan               | Taiwan              |                     |
| 2008 | Nordirland | Schottland  | Schottland  | Niederlande | Taiwan              | Taiwan              |                     |
| 2010 | Nordirland | Schottland  | England     | Schottland  | Volksrepublik China | Taiwan              |                     |
| 2012 | ?          | ?           | ?           | ?           | ?                   | ?                   |                     |
| 2014 | Taiwan     | Schottland  | Schottland  | Schottland  | Taiwan              | Volksrepublik China |                     |
| 2016 | Irland     | Schottland  | Schottland  | Schottland  | Volksrepublik China | Volksrepublik China | Taiwan              |
| 2018 | Irland     | Niederlande | Schottland  | Schottland  | Volksrepublik China | Taiwan              | Volksrepublik China |
| 2020 | Taiwan     | Niederlande | Schottland  | Schottland  | Taiwan              | Taiwan              | Niederlande         |
| 2023 | Nordirland | Nordirland  | Irland      | Irland      | Taiwan              | ?                   | Baskenland          |
| 2024 | Nordirland | Taiwan      | Niederlande | Niederlande | ?                   | Volksrepublik China | Baskenland          |

## Junioren-Weltmeisterschaften
| Jahr | U23 M600    | U23 SMX 560 | U23 W500 |
| ---- | ----------- | ----------- | -------- |
| 2018 | Taiwan      |             |          |
| 2020 | Taiwan      | Niederlande | Taiwan   |
| 2023 |             |             |          |
| 2024 | Niederlande | Ukraine     |          |